# (9241) Rosfranklin
(9241) Rosfranklin ist ein Asteroid des Hauptgürtels, der am 10. August 1997 vom australischen Amateurastronomen John Broughton an seinem privaten Reedy-Creek-Observatorium (IAU-Code 428) in Queensland entdeckt wurde.
Der Asteroid gehört zur Eos-Familie, einer Gruppe von Asteroiden, welche typischerweise große Halbachsen von 2,95 bis 3,1 AE aufweisen, nach innen begrenzt von der Kirkwoodlücke der 7:3-Resonanz mit Jupiter, sowie Bahnneigungen zwischen 8° und 12°. Die Gruppe ist nach dem Asteroiden (221) Eos benannt. Es wird vermutet, dass die Familie vor mehr als einer Milliarde Jahren durch eine Kollision entstanden ist.
(9241) Rosfranklin wurde am 25. Januar 2005 nach der britischen Biochemikerin und Spezialistin für die Röntgenstrukturanalyse Rosalind Franklin (1920–1958) benannt, deren Forschungen wesentlich zur Aufklärung der Doppelhelixstruktur der DNA beitrugen.